# متلازمة فرط اللبن
مُتَلَازِمَةُ فَرْطِ اللَّبَنِ (بالإنجليزية: Hyperlactation syndrome)‏ هِي الْحَالَةُ الَّتِي يَحْدُثُ فِيهَا فَائِضًا فِي حَلِيبِ الثَّدْي بِسَبَبِ زِيَادَةِ إِنْتَاجِ الْحَلِيبِ. قَدْ يَخْرُجُ الْحَلِيبُ بِسُرْعَةٍ وَبِشَكْلِ قَسْرِي، مِمَّا يَجْعَلُ مِنَ الصَّعْبِ عَلَى الطِّفْلِ الرَّضَّاعَةِ بِشَكْلِ جِيدٍ.
تَشْمُلُ الْأَعْرَاضُ بِالنِّسْبَةِ لِلْأُمِّ أن كلا الثَّدْيَيْنِ لَا يُشْعِرَانِّ بهما أَبَدًا بِالنُّعُومَةِ وَالرَّاحَةِ، حَتَّى بَعْدَ الرَّضَاعَةِ، وَاِلْتِهَابَ الثَّدْي، وَاِنْسِدَادَ الْقِنْوَاتِ، وَاِلْتِهَابَ الْحُلْمَاتِ.

## العلامات

### علامات الأم
قَدْ تُشْعِرُ الْأُمُّ بِالْاِمْتِلَاءِ وَالْاِحْتِقَانِ الثَّدْي طُوَّالَ الْوَقْتِ. قَدْ يَكُونُ هُنَاكَ أَلَمْ فِي الثَّدْي أَثْنَاءَ الرَّضَاعَةِ وَكَذَلِكَ تَسَرُّبٍ لِلْحَلِيبِ بَيْنَ الرَّضَعَاتِ.

### علامات الرضيع
نَادِرًا مَا يَتَفَاعَلُ مُعْظَمُ الرُّضَّعِ مَعَ تَدَفُّقِ أكْبَرِ لِلْحَلِيبِ لِأَنَّهُ قَدْ يَكُونُ بِالْقَدْرِ الَّذِي يَحْتَاجُونَ إِلَيْهِ أَيْضًا. عَادَةُ يَحْصُلُ عِنْدَ الرُّضَّعِ تَشَوُّشَ أَثْنَاءِ الرَّضَاعَةِ الطَّبِيعِيَّةِ.

## الأسباب
تُفْرِزُ بَعْضُ الْأُمَّهَاتِ الْكَثِيرَ مِنَ الْحَلِيبِ، بَيْنَمَا تَصَنُّعِ أُخْرَيَاتِ الْقَلِيلِ جِدًّا، وَبِالْنِّسْبَةِ لِمُعْظَمِهِنَّ، فَإِنَّ الْأَمْرَ يَتَعَلَّقُ فَقَطْ بِالتَّوَافُقِ مَعَ اِحْتِيَاجَاتٍ أَطِفَالَهُنَّ. مِنْ حِينَ لِآخِر، عَلَى الرَّغْمِ مِنْ ذَلِكَ، سَتَسْتَمِرُّ الْأُمُّ فِي إِنْتَاجِ كَمِّيَاتِ زَائِدَةَ مِنَ الْحَلِيبِ حَتَّى بَعْدَ التَّأَكُّدِ مِنْ إِمْدَادِهَا بِالْحَلِيبِ.